# Pascoal José de Melo Freire dos Reis

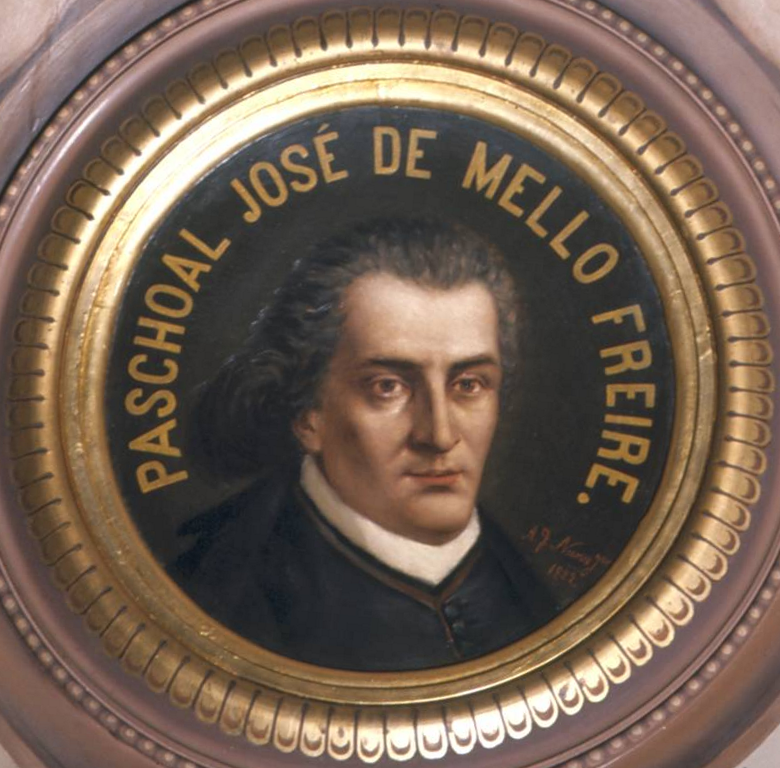
Retrato de Pascoal José de Melo, no tecto do Salão Nobre dos Paços do Concelho de Lisboa.

Pascoal José de Melo Freire dos Reis (Ansião, 6 de abril de 1738 – Lisboa, 24 de setembro de 1798), ou simplesmente Pascoal José de Melo, foi um notável jurisconsulto, professor, magistrado, estadista
e estudioso da História do direito português.
Foi aluno e lente da Universidade de Coimbra e sócio da Academia de Ciências de Lisboa. Em 1775, o príncipe regente D. João nomeia-o Desembargador de Agravos da Casa de Suplicação, um dos mais altos cargos da magistratura portuguesa.

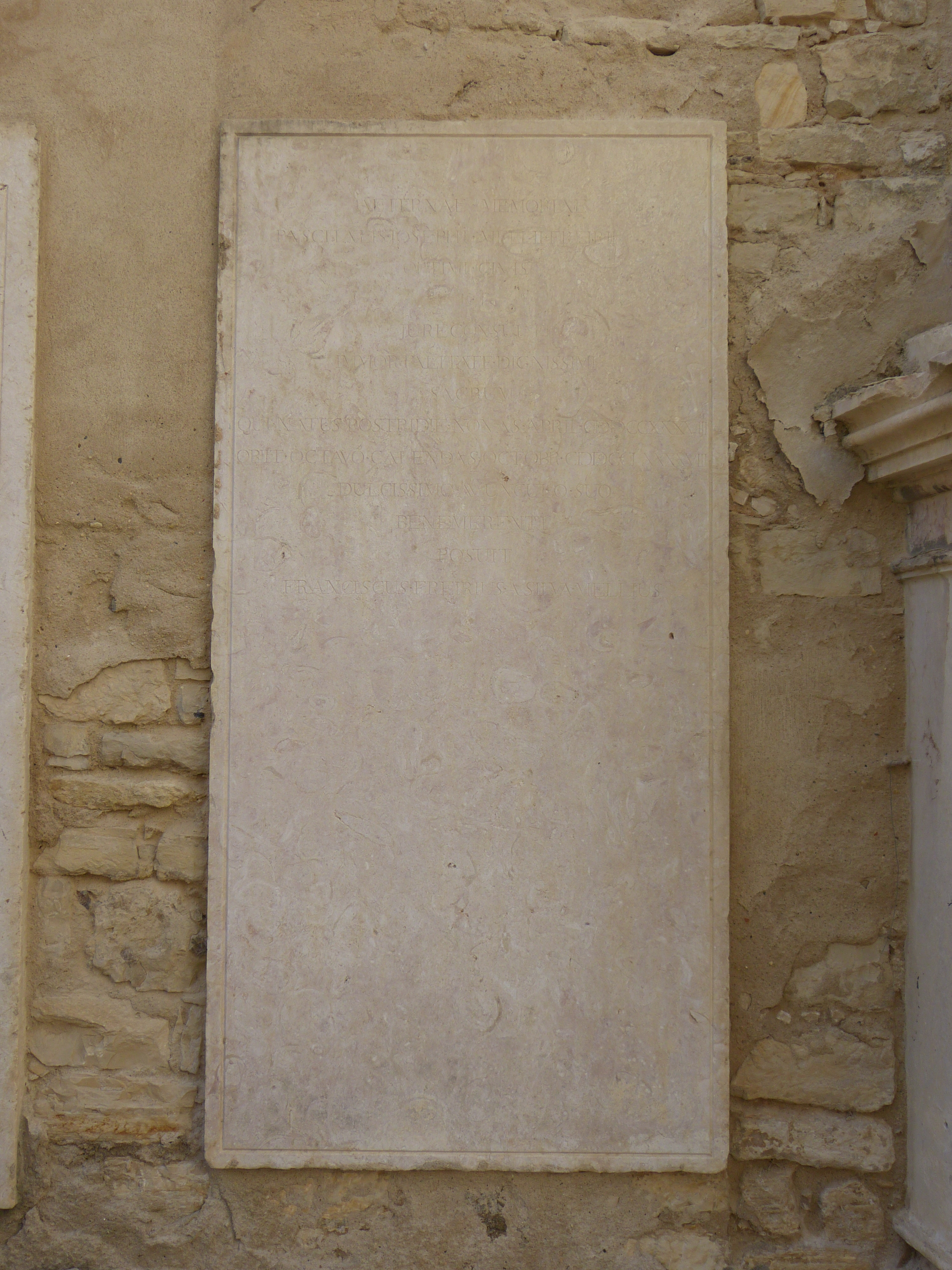
Pedra tumular de Pascoal de Melo Freire no Convento do Carmo, em Lisboa

Escreveu importantes obras jurídicas em latim: Instituições do Direito Civil português, Instituições do Direito Criminal e História do Direito Civil português.
Foi autor, também, de um projecto de código penal a ele encomendado pela rainha D. Maria I ao qual deu o título de Ensaio do Código Criminal. Foi publicado postumamente por Miguel Setar, em Lisboa, na Tipografia Malcrense, em 1823. Esse trabalho de codificação, até hoje bastante elogiado, serviu de base para o brasileiro Bernardo Pereira de Vasconcelos redigir o seu projecto, o qual redundou no magnífico Código Criminal do Império de 1830. Assim também as Instituitiones Juris Civilis Lusitani muito influenciaram o grande Augusto Teixeira de Freitas ao redigir o seu Ensaio para um novo código civil brasileiro.